# Violeta Tomić
Violeta Tomić (ur. 22 stycznia 1963 w Sarajewie) – słoweńska aktorka, prezenterka telewizyjna i polityk, parlamentarzystka.

## Życiorys
Absolwentka AGRFT, akademii artystycznej w ramach Uniwersytetu Lublańskiego (1985). W latach 1987–2002 była aktorką teatru miejskiego w Lublanie. W latach 80. i 90. występowała także w różnych produkcjach filmowych i telewizyjnych. Od 2002 pracowała w ramach samozatrudnienia w branży kulturalnej, w 2004 założyła prywatny teatr. W latach 2003–2006 prowadziła w telewizji należącej do Radiotelevizija Slovenija teleturniej Najšibkejši člen (oparty na brytyjskim formacie Weakest Link).
W 2014 z ramienia Zjednoczonej Lewicy uzyskała mandat posłanki do Zgromadzenia Państwowego. W wyborach w 2018 z powodzeniem ubiegała się o reelekcję z listy partii Lewica. W styczniu 2019 Partia Europejskiej Lewicy wyznaczyła ją na jednego z dwóch głównych kandydatów ugrupowania w wyborach europejskich w tym samym roku. W 2022 związała się z ugrupowaniem Naša prihodnost.